# 월터 A. 브라운 트로피
월터 A. 브라운 트로피(영어: Walter A. Brown Trophy)는 NBA가 1949년부터 1976년까지 NBA 파이널(영어: NBA Finals)에서 우승한 팀에게 수여하는 트로피이다. 1977년부터 현재까지는 래리 오브라이언 챔피언십 트로피(영어: Larry O'Brien Championship Trophy)를 수여하고 있다.
월터 A. 브라운 트로피의 첫 번째 우승자는 시카고 스태그스를 꺾은 필라델피아 워리어스였다. 1957년부터 1969년까지 보스턴 셀틱스는 1959년부터 1966년까지 8회 연속 우승을 포함해 13회 중 11회에서 NBA 파이널 우승을 차지했다. 우승컵의 최종 우승자는 1976년 NBA 파이널에서 피닉스 선스를 꺾은 보스턴 셀틱스였다.

## 역사
원래의 트로피는 1947년부터 1976년까지 BAA(영어: Basketball Association of America)/NBA(영어: National Basketball Association) 챔피언들에게 수여되었다. 그 트로피는 이전 팀이 다시 우승하지 않는 한, 우승 팀이 1년 동안 빌려주고 다음 해 결승전 우승 팀에게 주어졌다. 오늘날까지 그 전통을 이어가고 있는 NHL의 스탠리 컵처럼 말이다. 이 트로피는 원래 NBA 파이널 트로피로 불렸지만, 1949년 BAA와 NBL (영어: National Basketball League)를 NBA로 통합하는 데 중요한 역할을 한 보스턴 셀틱스의 원래 구단주인 월터 A. 브라운의 이름을 따서 1964년에 이름이 바뀌었다.
보스턴 셀틱스는 1976년 오리지널 트로피의 최종 우승자였다. 1977년 NBA 파이널을 위해 새로운 트로피 디자인이 만들어졌지만, 1984년 당시 은퇴한 NBA 커미셔너 래리 오브라이언을 기리기 위해 래리 오브라이언 챔피언십 트로피로 이름이 바뀔 때까지 월터 A. 브라운 타이틀을 유지했다. 원래 우승 트로피와 달리 새로운 트로피는 우승 팀에게 영구적으로 주어지고 매 시즌 새로운 트로피가 만들어지고 있다. 현대 리그 미디어에서 대부분의 경우 브라운 트로피 시대의 우승은 단순함의 목적 대신 오브라이언 트로피로 시각적으로 표현된다.

## 내력
| 연도 | 우승 팀                 | 스코어 | 준우승 팀             | MVP           | 소속팀                |
| ---- | ----------------------- | ------ | --------------------- | ------------- | --------------------- |
| 1947 | 필라델피아 워리어스     | 4승1패 | 시카고 스태그스       | 빈칸          | 빈칸                  |
| 1948 | 볼티모어 불리츠         | 4승2패 | 필라델피아 워리어스   | 빈칸          | 빈칸                  |
| 1949 | 미니애폴리스 레이커스   | 4승2패 | 워싱턴 캐피털스       | 빈칸          | 빈칸                  |
| 1950 | 미니애폴리스 레이커스   | 4승2패 | 시라큐스 내셔널즈     | 빈칸          | 빈칸                  |
| 1951 | 로체스터 로열스         | 4승3패 | 뉴욕 닉스             | 빈칸          | 빈칸                  |
| 1952 | 미니애폴리스 레이커스   | 4승3패 | 뉴욕 닉스             | 빈칸          | 빈칸                  |
| 1953 | 미니애폴리스 레이커스   | 4승1패 | 뉴욕 닉스             | 빈칸          | 빈칸                  |
| 1954 | 미니애폴리스 레이커스   | 4승3패 | 시라큐스 내셔널즈     | 빈칸          | 빈칸                  |
| 1955 | 시라큐스 내셔널즈       | 4승3패 | 포트 웨인 피스턴스    | 빈칸          | 빈칸                  |
| 1956 | 필라델피아 워리어스     | 4승1패 | 포트 웨인 피스턴스    | 빈칸          | 빈칸                  |
| 1957 | 보스턴 셀틱스           | 4승3패 | 세인트루이스 호크스   | 빈칸          | 빈칸                  |
| 1958 | 세인트루이스 호크스     | 4승2패 | 보스턴 셀틱스         | 빈칸          | 빈칸                  |
| 1959 | 보스턴 셀틱스           | 4승    | 미니애폴리스 레이커스 | 빈칸          | 빈칸                  |
| 1960 | 보스턴 셀틱스           | 4승3패 | 세인트루이스 호크스   | 빈칸          | 빈칸                  |
| 1961 | 보스턴 셀틱스           | 4승1패 | 세인트루이스 호크스   | 빈칸          | 빈칸                  |
| 1962 | 보스턴 셀틱스           | 4승3패 | 로스앤젤레스 레이커스 | 빈칸          | 빈칸                  |
| 1963 | 보스턴 셀틱스           | 4승2패 | 로스앤젤레스 레이커스 | 빈칸          | 빈칸                  |
| 1964 | 보스턴 셀틱스           | 4승1패 | 샌프란시스코 워리어스 | 빈칸          | 빈칸                  |
| 1965 | 보스턴 셀틱스           | 4승1패 | 로스앤젤레스 레이커스 | 빈칸          | 빈칸                  |
| 1966 | 보스턴 셀틱스           | 4승3패 | 로스앤젤레스 레이커스 | 빈칸          | 빈칸                  |
| 1967 | 필라델피아 세븐티식서스 | 4승2패 | 샌프란시스코 워리어스 | 빈칸          | 빈칸                  |
| 1968 | 보스턴 셀틱스           | 4승2패 | 로스앤젤레스 레이커스 | 빈칸          | 빈칸                  |
| 1969 | 보스턴 셀틱스           | 4승3패 | 로스앤젤레스 레이커스 | 제리 웨스트   | 로스앤젤레스 레이커스 |
| 1970 | 뉴욕 닉스               | 4승3패 | 로스앤젤레스 레이커스 | 윌리스 리드   | 뉴욕 닉스             |
| 1971 | 밀워키 벅스             | 4승    | 볼티모어 불리츠       | 류 앨신더     | 밀워키 벅스           |
| 1972 | 로스앤젤레스 레이커스   | 4승1패 | 뉴욕 닉스             | 윌트 체임벌린 | 로스앤젤레스 레이커스 |
| 1973 | 뉴욕 닉스               | 4승1패 | 로스앤젤레스 레이커스 | 윌리스 리드   | 뉴욕 닉스             |
| 1974 | 보스턴 셀틱스           | 4승3패 | 밀워키 벅스           | 존 하블리첵   | 보스턴 셀틱스         |
| 1975 | 골든스테이트 워리어스   | 4승    | 워싱턴 불리츠         | 릭 배리       | 골든스테이트 워리어스 |
| 1976 | 보스턴 셀틱스           | 4승2패 | 피닉스 선스           | 조 조 화이트  | 보스턴 셀틱스         |

## 트로피 수상 횟수
| 횟수 | 팀                                          | NBA 우승연도                                                                 |
| ---- | ------------------------------------------- | ---------------------------------------------------------------------------- |
| 13회 | 보스턴 셀틱스                               | 1957, 1959, 1960, 1961, 1962, 1963, 1964, 1965, 1966, 1968, 1969, 1974, 1976 |
| 6회  | 미니애폴리스 레이커스/로스앤젤레스 레이커스 | 1949, 1950, 1952, 1953, 1954, 1972                                           |
| 3회  | 필라델피아 워리어스/골든스테이트 워리어스   | 1947, 1956, 1975                                                             |
| 2회  | 뉴욕 닉스                                   | 1970, 1973                                                                   |
| 2회  | 시라큐스 내셔널즈/필라델피아 세븐티식서스   | 1955, 1967                                                                   |
| 1회  | 볼티모어 불리츠                             | 1948                                                                         |
| 1회  | 밀워키 벅스                                 | 1971                                                                         |
| 1회  | 로체스터 로열스                             | 1951                                                                         |
| 1회  | 세인트루이스 호크스                         | 1958                                                                         |

## 같이 보기
- 래리 오브라이언 챔피언십 트로피